# Carl Klingborg
Carl Klingborg, född 1986, är en svensk bandyspelare  och tränare . 
Som aktiv spelade han i följande klubbar: 2002–2004 Vetlanda BK, 2004–2006 Hammarby IF Bandy och 2006–2008 IK Sirius BK. Klingborg har sina rötter i småländska bandyfästet Vetlanda och har som junior nått stora framgångar i Vetlanda BK med bland annat SM-guld både som pojk- och juniorspelare.
Klingborg har också verkat som assisterande tränare och/eller fystränare i Hammarby IF Fotboll U-19 (2007-2009), Hammarby IF Bandy (2009-2013) och IFK Vänersborg (2013-2017) samt åt Stefan Karlsson, Carlos Banda och Magnus Brodén.
Carl Klingborg har mycket bandy i släkten, pappa Dag spelade bland annat 268 allsvenska matcher i gultröjade VBK och hans farbror Leif har spelat i både Vetlanda BK och Västerås SK (VSK), men är mest känd som tränare i VSK och även som förbundskapten i bandy.